# Randall Amplifiers
La Randall Amplifiers è una celebre industria statunitense creata dall'omonimo radiofonico Donald Randall produttrice di sistemi di amplificazione musicali adatti per ogni genere legato alla musica rock e metal. Questa casa fa parte della major U.S. Music Corporation.

## Modelli principali
- RM100M
- RM100C
- V2
- T2
- Linch Box
- RM20B